# Leichtathletik-Weltmeisterschaften 2019/Teilnehmer (Dänemark)
| Gelbes Symbol für Goldmedaillen mit stilisierten Olympischen Ringen | Graues Symbol für Silbermedaillen mit stilisierten Olympischen Ringen | Braundes Symbol für Bronzemedaillen mit stilisierten Olympischen Ringen |
| ------------------------------------------------------------------- | --------------------------------------------------------------------- | ----------------------------------------------------------------------- |
| —                                                                   | —                                                                     | —                                                                       |

Der Leichtathletikverband von Dänemark nahm an den Leichtathletik-Weltmeisterschaften 2019 in Doha teil. Neun Athletinnen und Athleten wurden vom dänischen Verband nominiert. Emma Beiter Bomme und Louise Østergaard wurden als Ersatzläuferinnen für die 4 × 100-m-Staffel der Frauen nominiert und kamen nicht zum Einsatz.

## Ergebnisse

### Frauen

#### Laufdisziplinen
| Athletin | Disziplin        | Vorlauf        | Vorlauf | Halbfinale | Halbfinale | Finale         | Finale |
| Athletin | Disziplin        | Zeit           | Platz   | Zeit       | Platz      | Zeit           | Platz  |
| --- | ---------------- | -------------- | ------- | ---------- | ---------- | -------------- | ------ |
| Anna Emilie Møller | 5000 m           | 15:11,76 min   | 16      |            |            | DNQ            | DNQ    |
| Anna Emilie Møller | 3000 m Hindernis | 9:18,92 min NR | 04      |            |            | 9:13,46 min NR | 7      |
| Sara Slott Petersen | 400 m Hürden     | DSQ V          | DSQ V   | –          | –          | –              | –      |
| - Astrid Glenner-Frandsen - Mette Graversgaard - Ida Karstoft - Mathilde Uldall Kramer nicht auf Startliste: - Emma Beiter Bomme - Louise Østergaard | 4 × 100 m        | 43,92 s        | 13      |            |            | DNQ            | DNQ    |

### Männer

#### Laufdisziplinen
| Athlet        | Disziplin | Vorlauf | Vorlauf | Halbfinale | Halbfinale | Finale    | Finale |
| Athlet        | Disziplin | Zeit    | Platz   | Zeit       | Platz      | Zeit      | Platz  |
| ------------- | --------- | ------- | ------- | ---------- | ---------- | --------- | ------ |
| Thijs Nijhuis | Marathon  |         |         |            |            | 2:18:10 h | 31     |